# Penitenciál
Penitenciál neboli zpovědní kniha je středověká příručka pro kněží, která obsahuje seznam hříšných jednání spolu s údajem o tom, jaké pokání má být za dotyčný hřích uloženo. První penitenciály vznikly v 6. století v Irsku, odkud se díky iroskotským misiím rozšířily do velké části Evropy (ve franckých zemích už od konce 6. století, v Anglii koncem 7. století, v Itálii patrně v 8. století a na Pyrenejském poloostrově na počátku 9. století). Na Velké Moravě před rokem 867 vznikl staroslověnsky psaný Velkomoravský penitenciál, v Čechách v polovině 11. století penitenciál označovaný jako Někotoraja zapověď. Z poloviny 12. století pocházející Homiliář opatovický obsahuje penitenciál ve své poslední části. Penitenciály se používaly zhruba do 15. století. V pravoslaví jsou obdobou penitenciálů příručky zvané kanonarion.